# Smålands runinskrifter 144
Smålands runinskrifter 144 är en vikingatida runsten som stått i Gursten, Lofta socken och Västerviks kommun. Den flyttades 1967 till sin nuvarande plats vid Gamleby folkhögskola. Runstenen är 1,3 meter hög, 0,35 meter bred och 0,2-0,4 meter tjock. Runhöjden är 5-8 centimeter. Ristningen finns på tre sidor av stenen. Detta är en av två småländska runstenar med svenska-norska runor där Sm 20 är den andra.

## Inskriften
Translitterering av runraden:
§P 
§A sunuʀ na¶ut smiþ¶a kata 
§B uifrþaʀ ...un... 
§C kuþaskaki faþi 
§Q 
§A kuþaskaki faþi 
§B sunuʀ na¶ut smiþ¶a kata 
§C uif siþaʀ un...
Normalisering till runsvenska:
§P 
§A Sunʀ naut smiða Kata, 
§B Vifriðaʀ/Vifrøðaʀ [s]un[aʀ]. 
§C Guða-Skæggi/Skakki/Skagi faði. 
§Q 
§A Guða-Skæggi faði. 
§B Sunʀ naut smiða Kata. 
§C Vif siðaʀ unn[i].
Översättning till nusvenska:
Sonen fick Kåte Vifridssons smiden. Guda-Skägge utförde (ristningen).